# Héctor Ortega
Pour les articles homonymes, voir Ortega.
Héctor Ortega Gómez est un acteur, réalisateur et scénariste mexicain pour le cinéma et la télévision né le 12 janvier 1939 à Mexico et mort le 3 juin 2020 dans la même ville .

## Filmographie

### Comme acteur
- 1972 : El rincón de las vírgenes d'Alberto Isaac
- 1972 : Los días del amor d'Alberto Isaac
- 1973 : La Montagne sacrée d'Alejandro Jodorowsky : maître des drogues
- 1975 : Tívoli d'Alberto Isaac
- 1990 : ¡Maten a Chinto! d'Alberto Isaac

### Comme scénariste
- 1971 : El Águila descalza d'Alfonso Arau
- 1974 : Calzonzin Inspector d'Alfonso Arau
- 1977 : Cuartelazo d'Alberto Isaac
- 1977 : Vacaciones misteriosas de lui-même

### Comme réalisateur
- 1977 : La palomilla al rescate
- 1977 : Vacaciones misteriosas

## Distinctions

### Récompense
- 1988 : Ariel d'Argent du Meilleur Acteur dans un Petit Rôle dans Mariana, Mariana.

### Nomination
- 1989 : nommé pour l'Ariel d'Argent du Meilleur Acteur dans un Petit Rôle dans El costo de la vida.